# Fit as a Fiddle
Fit as a Fiddle från 1997 är ett livealbum med Svend Asmussen Quartet. Det är inspelat vid konserter i Linköping (spår 1–7), Köpenhamn (spår 8–10) och Växjö (spår 11).

## Låtlista
1. Running Wild (Arthur Gibbs/Joe Grey/Leo Wood) – 7:09
2. Bye Bye Blackbird (Ray Henderson/Mort Dixon) – 4:34
3. Take Off Blues (Svend Asmussen) – 7:30
4. I Loves You Porgy (George Gershwin/Ira Gershwin/DuBose Heyward) – 7:28
5. Wrapping It Up (Fletcher Henderson) – 3:52
6. Groove Merchant (Jerome Richardson) – 5:58
7. Latino (Jacob Fischer) – 5:46
8. Columbine (Hans Christian Lumbye) – 5:13
9. The Mooche (Duke Ellington/Irving Mills) – 5:26
10. Prelude to a Kiss (Duke Ellington) – 6:06
11. A Night in Tunisia (Dizzy Gillespie/Frank Paparelli) – 4:30

## Medverkande
- Svend Asmussen – violin
- Jacob Fischer – gitarr
- Jesper Lundgaard – bas
- Aage Tanggaard – trummor